# راكيل لي
راكيل لي (بالإنجليزية: Raquel Lee)‏ هي ممثلة أمريكية، ولدت في 13 أكتوبر 1986 في لوس أنجلوس في الولايات المتحدة.

## أعمال

### مسلسلات
- برنامج أماندا

## وصلات خارجية
- راكيل لي على موقع IMDb (الإنجليزية)
- راكيل لي على موقع قاعدة بيانات الفيلم (الإنجليزية)